# Хельса
Хельса (ісп. Gelsa) — муніципалітет в Іспанії, у складі автономної спільноти Арагон, у провінції Сарагоса. Населення — 1201 особа (2010).
Муніципалітет розташований на відстані близько 290 км на північний схід від Мадрида, 44 км на південний схід від Сарагоси.

## Демографія
Динаміка населення (INE ):